# Pomnik Jana Zachwatowicza w Warszawie
Pomnik Jana Zachwatowicza – monument znajdujący się przy międzymurzu Piotra Biegańskiego obok placu Zamkowego na Starym Mieście w Warszawie. Pomnik upamiętnia architekta, historyka architektury i konserwatora zabytków prof. Jana Zachwatowicza, który po 1945 roku pełnił funkcję kierownika Biura Odbudowy Stolicy, a następnie Generalnego Konserwatora Zabytków. 

## Historia
Inicjatorem budowy pomnika było Towarzystwo Przyjaciół Warszawy, które pierwsze starania w tym kierunku podjęło w 2017. 8 grudnia 2020, Rada Warszawy przyjęła uchwałę w sprawie wzniesienia pomnika Jana Zachwatowicza przy placu Zamkowym. Za realizację prac odpowiadał śródmiejski Zarząd Terenów Publicznych. Pomnik usytuowany jest przy placu Zamkowym, u wylotu tzw. międzymurza Piotra Biegańskiego. Pomnik został odsłonięty 4 marca 2021 w 121. rocznicę urodzin Jana Zachwatowicza. Odsłonięcia pomnika dokonali Rafał Trzaskowski, prezydent miasta stołecznego Warszawy, Ewa Malinowska-Grupińska, przewodnicząca Rady Miasta  oraz Krystyna Zachwatowicz-Wajda, córka profesora.

## Opis pomnika
Autorem pomnika jest krakowski rzeźbiarz Karol Badyna. Odlany z brązu pomnik w formie posągu przedstawia prof. Jana Zachwatowicza zwróconego w kierunku Zamku Królewskiego, w którego odbudowę konserwator włożył najwięcej pracy i starań. Przedstawiony w formie figury – Zachwatowicz lewą rękę ma schowaną w kieszeni i ukazany jest w trakcie spaceru po Starym Mieście. U podstawy pomnika znajduje się tablica o treści "1900–1983 JAN ZACHWATOWICZ ARCHITEKT ODBUDOWANEJ WARSZAWY".